# ISS-Expeditie 58
ISS-Expeditie 58 is de achtenvijftigste missie naar het Internationaal ruimtestation ISS. Het was de bedoeling dat de missie begon op 13 december 2018 met het vertrek van de Sojoez MS-09 van het ISS terug naar de Aarde en zou eindigen in april 2019, wanneer de Sojoez MS-10 zou terugkeren naar de Aarde. Door het mislukken van de lancering van Sojoez MS-10 is die planning vertraagd. Uiteindelijk begon de missie op 20 december.
Oorspronkelijk stond ook Nikolaj Tichonov gepland om deel te nemen aan de missie als zesde bemanningslid.

## Geplande Bemanning
| Positie           | Eerste deel (december 2018)                              | Tweede deel (december 2018 t/m april 2019)               |
| ----------------- | -------------------------------------------------------- | -------------------------------------------------------- |
| Bevelhebber       | Aleksej Ovtsjinin, RSA 2e ruimtevlucht, niet gearriveerd | Aleksej Ovtsjinin, RSA 2e ruimtevlucht, niet gearriveerd |
| Flight Engineer 1 | Nick Hague, NASA 1e ruimtevlucht, niet gearriveerd       | Nick Hague, NASA 1e ruimtevlucht, niet gearriveerd       |
| Flight Engineer 2 |                                                          | Oleg Kononenko, RSA 4e ruimtevlucht                      |
| Flight Engineer 3 |                                                          | David Saint-Jacques, CSA 1e ruimtevlucht                 |
| Flight Engineer 4 |                                                          | Anne McClain, NASA 1e ruimtevlucht                       |